# Jan Kochanowski
Jan Kochanowski, in passato citato in italiano come Giovanni Cochanovio (in latino Ioannes Cochanovius; Radom, 1530 – Lublino, 22 agosto 1584), è stato uno scrittore polacco.

## Biografia

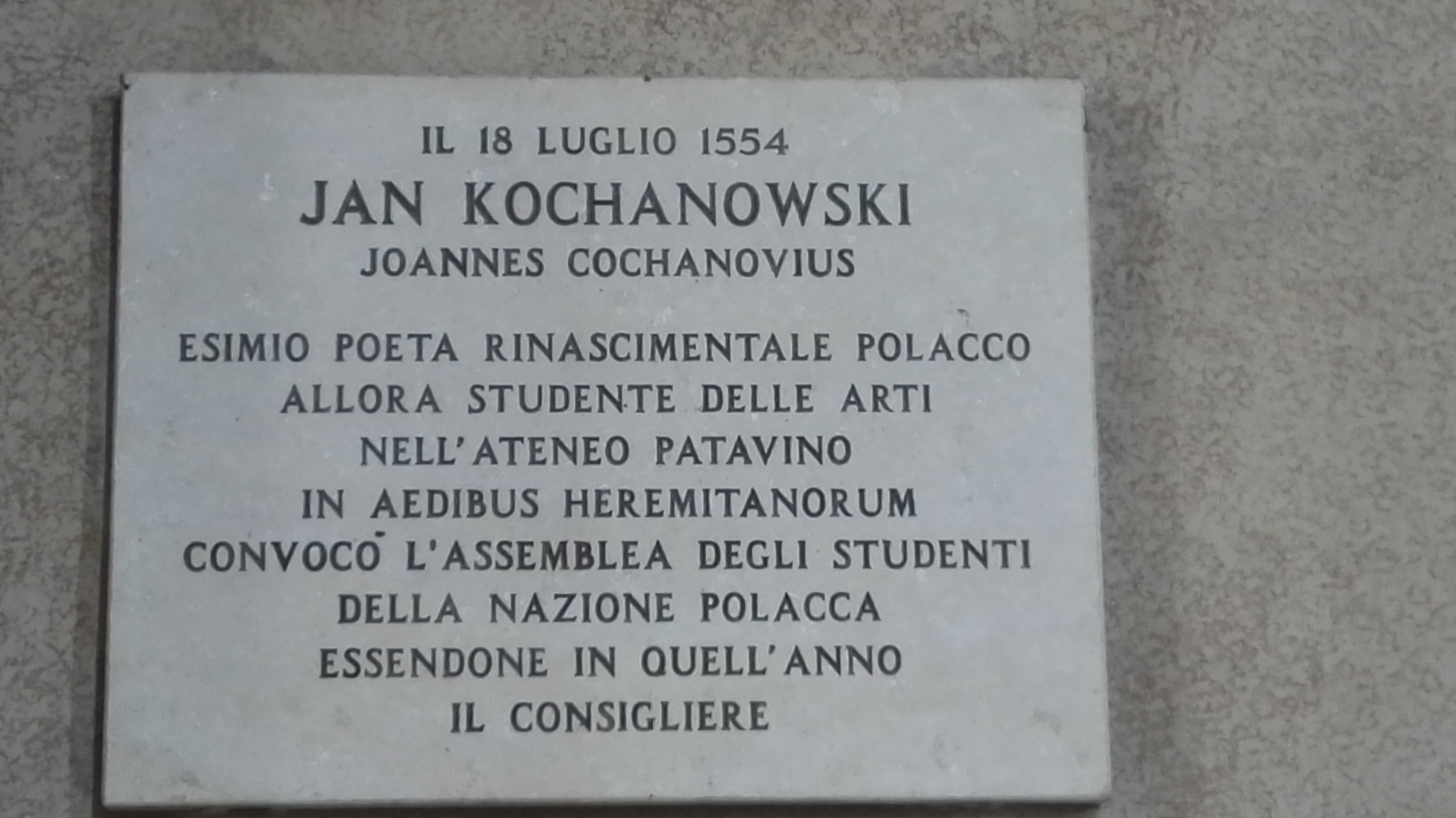
Una targa che ricorda Jan Kochanowski, situata a Padova.

Jan Kochanowski nacque a Sycyna, vicino alla città di Radom, in Polonia. Era il fratello maggiore di Andrzej Kochanowski, anche lui  poeta e traduttore. Si hanno poche notizie della educazione di Jan nella prima infanzia, ma si sa che a quattordici anni andò a studiare all'accademia di Cracovia, conoscendo già il latino. Dopo essersi diplomato nel 1547, a diciassette anni, egli frequentò l'università di Königsberg (Królewiec), nel Ducato di Prussia, e l'università di Padova, in Italia: a Padova Kochanowski conobbe l'umanista Francesco Robortello. In seguito, Jan Kochanowski concluse il suo periodo di studi e viaggiò in Francia, dove entrò in contatto con il poeta Pierre Ronsard.

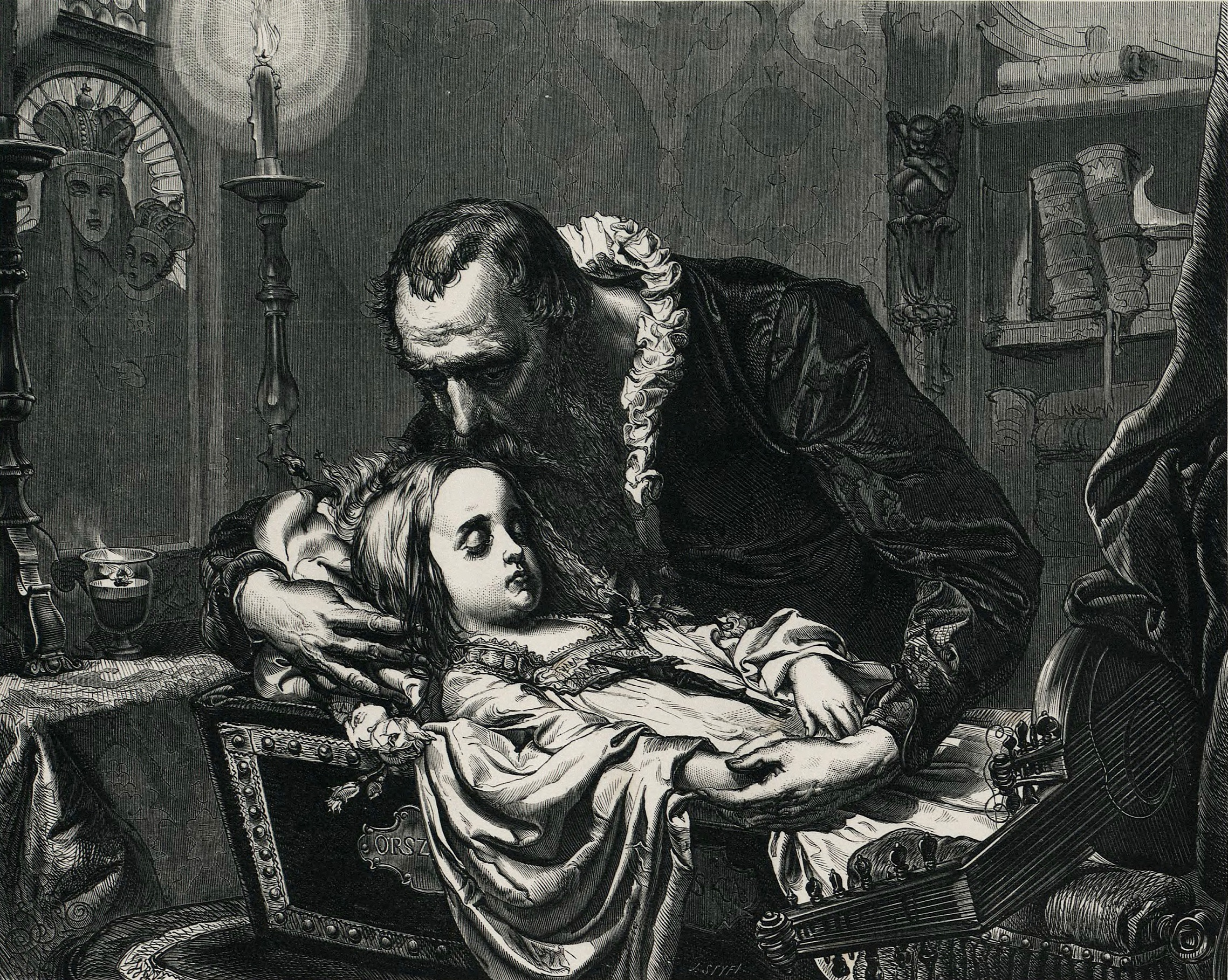
Kochanowski con il cadavere della figlia Orsola in una silografia tratta da un'opera realizzata da Jan Matejko nel 1862.

Nel 1559 Kochanowski ritornò in Polonia, dove passò i quindici anni successivi alla corte del re Sigismondo II Augusto, servendo come segretario reale. Nel 1574, quando il re Enrico di Valois (eletto l'anno prima come "Enrico V di Polonia") dovette tornare in Francia a causa della morte del fratello Carlo, per diventare re di Francia, Kochanowski decise di ritirarsi in un podere a Czarnolas, un villaggio polacco. Nel 1575 egli sposò Dorota Podlodowska, dalla quale ebbe sette figli: la primogenita Orsola, o Urszula, morì in tenera età e questo evento drammatico spinse il poeta a scrivere le trenodie note come Lamenti. Kochanowski morì a Lublino il 22 agosto 1584, forse per un infarto miocardico.

## Opere
È riconosciuta la sua importanza per l'uso della lingua polacca, che con lui raggiunge dignità letteraria. Tra le opere più note vi sono i Lamenti (1580), 19 liriche scritte in occasione della morte della figlioletta Orsola, in cui vengono fuse le tematiche della fede cristiana e quelle del senso umanistico della vita. Altre importanti opere sono le Bagattelle (1584), poemetti satirici che si accostano al modello oraziano, e i Canti (1586), in cui i motivi patriottici si mescolano con tematiche religiose. Nella sua produzione è da annoverare anche la tragedia Il rinvio dei messi greci (1578). Alla produzione in latino appartengono invece le Elegie (1584) e gli Epigrammi (1584). Appassionato scacchista, scrisse un poema dedicato agli scacchi  intitolato Száchy, che fu pubblicato nel 1565.

## Dediche

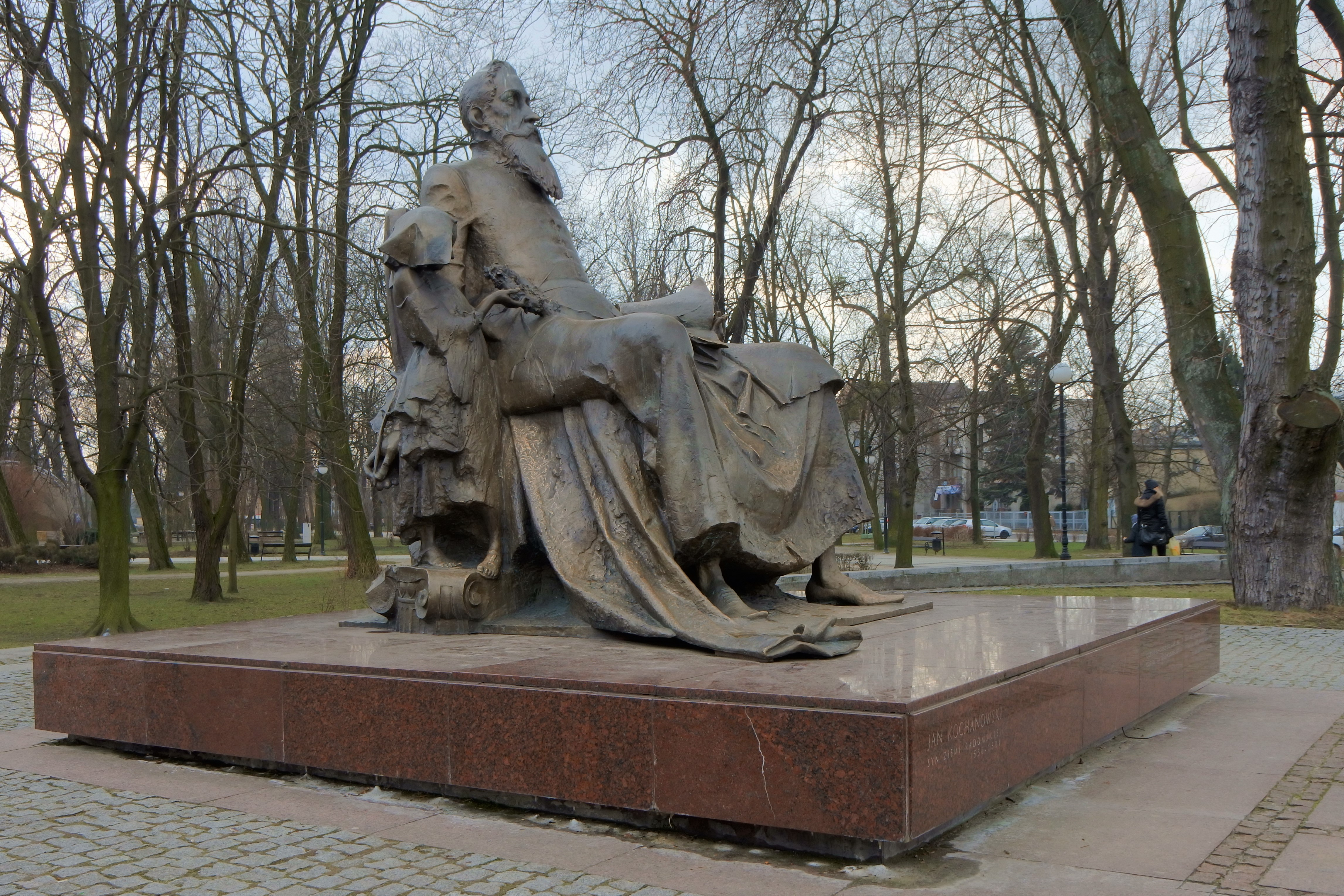
Un monumento dedicato a Kochanowski e situato a Radom.

- L'università Jan Kochanowski di Kielce è intitolata al poeta polacco.
- A Kochanowski sono dedicati un monumento e una piazza di Lublino (Plac Jana Kochanowskiego).
- A Kochanowski sono dedicati vari monumenti situati in varie città polacche, quali Radom, Czarnolas e Poznań.